# NGC 2946
NGC 2946 est une vaste galaxie spirale barrée relativement éloignée et située dans la constellation du Lion. NGC 2946 a été découverte par l'astronome allemand Albert Marth en 1864.

## Caractéristiques
Sa vitesse par rapport au fond diffus cosmologique est de 9 270 ± 22 km/s, ce qui correspond à une distance de Hubble de 136,7 ± 9,6 Mpc (∼446 millions d'al).
À ce jour, une mesure non basée sur le décalage vers le rouge (redshift) donne une distance d'environ 144,000 Mpc (∼470 millions d'al). Cette valeur est à l'intérieur des valeurs de la distance de Hubble. Notons cependant que c'est avec la valeur moyenne des mesures indépendantes, lorsqu'elles existent, que la base de données NASA/IPAC calcule le diamètre d'une galaxie et qu'en conséquence le diamètre de NGC 2946 pourrait être d'environ 62,8 kpc (∼205 000 al) si on utilisait la distance de Hubble pour le calculer.
NGC 2946 présente une large raie HI. Selon la base de données Simbad, NGC 2946 est une radiogalaxie.